# Siren Song of the Counter Culture
Siren Song of the Counter Culture is het derde studioalbum van de Amerikaanse punk band Rise Against.

## Nummers[1]
Alle teksten zijn geschreven door Tim McIlrath, alle muziek is geschreven door Tim McIlrath, Joe Principe, Brandon Barnes en Chris Chasse, tenzij anders aangegeven.
| 1.                 | State of the Union                                | 2:19 |
| 2.                 | The First Drop                                    | 2:39 |
| 3.                 | Life Less Frightening                             | 3:44 |
| 4.                 | Paper Wings                                       | 3:43 |
| 5.                 | Blood to Bleed                                    | 3:48 |
| 6.                 | To Them These Streets Belong                      | 2:49 |
| 7.                 | Tip the Scales                                    | 3:49 |
| 8.                 | Anywhere but Here                                 | 3:38 |
| 9.                 | Give It All                                       | 2:50 |
| 10.                | Dancing for Rain                                  | 4:01 |
| 11.                | Swing Life Away (Tim McIlrath, Neil Hennessy)     | 3:20 |
| 12.                | Rumors of My Demise Have Been Greatly Exaggerated | 4:14 |
| Totale duur: 40:54 |                                                   |      |

| Nr. | Titel              | Duur |
| --- | ------------------ | ---- |
| 13. | Obstructed View    | 2:01 |
| 14. | Fix Me (Greg Ginn) | 0:55 |